# 陕西乌头
陕西乌头（学名：Aconitum shensiense）为毛茛科乌头属下的一个种。

## 扩展阅读
維基物種上的相關：陕西乌头